# Aquarius Records
Aquarius Records je hrvatska diskografska kuća osnovana u studenom 1995. godine u Zagrebu kao podružnica zagrebačkog kluba Aquarius.
Svojim odabirom glazbenog kataloga Aquarius Records je postala jedna od vodećih izdavačkih kuća u hrvatskoj i nakladnik brojnih popularnih izvođača. Licencni je partner izdavačkih kuća Multimedia Records, Hayat Productions, Compost, Irma, Putumayo i ECM. početkom 2000. godine postaje zastupnik jedne od najvećih diskografskih kompanija Universal Music Group, za Hrvatsku.

## Izvođači
Među izvođačima zastupljeni su brojni hrvatski glazbenici poput Olivera Dragojevića, Nine Badrić, Massima, Tedija Spalata, Šajete, Leuta Magnetika, Tonyja Cetinskog, Suzane Horvat, Ivana Husar, Marija Husar te sastava kao što su Cubismo, Songkillers, Gego & Picigin Banda, Ansambl LADO, Zagrebačka filharmonija, brojne Klape, domaći glazbenici klasične i jazz glazbe, poput Viktora Vidovića, Mira Kadoića, Tvrtka Sarića, Laure Vadjon i mnogih drugih. Također, zastupljeni su i strani izvođači, poput kraljice popa Lady Gage.

## Glazbeni žanrovi
Pop, rock, rap, klasična glazba, jazz, zabavna glazba, etno glazba i narodna glazba.

## Vanjske poveznice
- Službene stranice  Arhivirana inačica izvorne stranice od 4. ožujka 2012. (Wayback Machine)